# Lista över superintendenter i Ösels stift

## Danska biskopar iÖsels stift(1559-1645)
- Christophorus Cothenius (1627–1641)
- Theodor Pretorius (1642–1645)

## Svenska kyrkanssuperintendenter i Ösel (1645-1710)
- Joachim Jhering (1645–1645)
- Theodor Pretorius (1650–1661)
- Georg Preuss (1662–1665)
- Justus Heinrich Oldekop (1666–1686)
- Johann Stemann (1686–1704)
- Gabriel Skragge (1705–1706)
- Hermann Witte (1707–1710)

## Superintendenter under ryskt välde
- Balthasar Johannes Rubusch (1711–1719)
- Georg Martin Bürger (1720–1726)
- Johann Quirinius Metzhold (1726–1737)
- Eberhard Gutsleff (1738–1747)
- Leonhard Samuel Swahn (1750–1784)
- Olaus Kellmann (1784–1807)
- Johann Werner Gilzebach (1808–1814)
- August Heinrich Schmidt (1814–1835)
- Hermann von Harten (1836–1841)
- Gottlob Alexander von Schmidt (1842–1871)
- Conrad Eduard Hesse (1871–1882)
- Reinhold Winkler (1882–1890)